# 青龍 (後趙)
青龍（せいりゅう）は、五胡十六国時代、後趙の君主石鑑の治世に使用された元号。350年。

## 西暦・干支との対照表
| 青龍 | 元年  |
| 西暦 | 350年 |
| 干支 | 庚戌  |